# Cacosceles oedipus
Cacosceles oedipus är en skalbaggsart som beskrevs av Newman 1838. Cacosceles oedipus ingår i släktet Cacosceles och familjen långhorningar. Inga underarter finns listade.